# Clay Aiken
Clayton "Clay" Holmes Aiken, född Clayton Holmes Grissom den 30 november 1978 i Raleigh, North Carolina, är en amerikansk artist.

## Genombrott
Aiken kom på tvåa i American Idol 2003, men lyckades bättre på listorna än vinnaren Ruben Studdard med sin debutsingel "This Is The Night". En av de låtar som han blev mest känd för att ha gjort cover på är "Solitare" som är skriven av Neil Sedaka. Clay Aikens debutalbum Measure of a Man sålde dubbel Platina 2003 och hans julabum Merry Christmas with Love sålde Platina 2004. Han har också varit med i Scrubs - My life in four cameras (the one with the sitcom)

## Utmärkelser
Aiken har belönats med ett flertal priser för sin musik, bl.a. American Music Award 2003 där fansen hade röstat fram honom som vinnaren.

## Diskografi
Studioalbum
- Measure of a Man (2003)
- Merry Christmas with Love (2004)
- A Thousand Different Ways (2006)
- On My Way Here (2008)
- Tried and True (2010)
- Steadfast (2012)

EP
- All Is Well (2006)

Samlingsalbum
- The Very Best of Clay Aiken (2009)
- A Thousand Different Ways / Measure of a Man (2010)